# 陶尔·马坦·鲁阿克
陶尔·马坦·鲁阿克（Taur Matan Ruak，1956年10月10日—），东帝汶军事、政治人物。1975到1999年，他是东帝汶独立革命阵线领导的武装组织——FALINTIL的一名成员，为东帝汶的独立与印尼军队做斗争。2002年至2011年10月他担任东帝汶国防军司令，2012年4月当选为东帝汶总统，2017年5月20日任期屆滿卸任，並於同日當選人民解放黨主席。之後他帶領人民解放黨參與2017年和2018年的議會選舉，並於2018年6月就任東帝汶總理。

## 总统选举
东帝汶实行议会制，总统是国家名义上的元首，通过普选产生，任期5年。
在2012年3月17日举行的第一轮总统选举投票中，12名候选人无人得票过半。4月16日，他与来自于东帝汶独立革命阵线的弗朗西斯科·古特雷斯作为首轮领先的两人进入第二轮投票。4月17日，官方公布了第二轮统计结果，鲁阿克以61.23%的得票率赢得选举。4月18日，鲁阿克发表演讲宣布自己获得胜利，并表示他在过去与人民一起为国家独立而战，现在将努力把国家建设得更加稳定和繁荣。